# Sankt Nikolai Kirke (Før)
 For alternative betydninger, se Sankt Nikolai Kirke. (Se også artikler, som begynder med Sankt Nikolai Kirke)
Sankt Nikolai Kirke er en kirke beliggende i Boldiksum ved Vyk på den nordfrisiske ø Før i Sydslesvig i den nordtyske delstat Slesvig-Holsten. Kirken er viet til Sankt Nikolaus. Sankt Nikolai Kirke er sognekirke i Sankt Nikolai Sogn i Østerland-Før.
Kirken er opført i 1200-tallet af mursten. Den er første gang dokumenteret i skriftlige kilder i 1240. Det nuværende tårn med sadeltag blev bygget i 1400-tallet. Våbenhuset (lighuset) i granit er ligeledes fra senmiddelalderen. Omkring 1700 blev kirken udvidet. Under udvidelsesarbejder blev der opdaget et
beholder med tre små sølvmønter, på hvis ene side var et Dannebrogskors og på den anden stod Valdemar. Rex Dan. et Norv. I kirkens apsis er de romanske rundbuevinduer bevaret, mens vinduerne i koret og skibet allerede er udformet med gotisk spidsbue. Af kirken interiøret kan bl.a. nævnes kirkens alter fra 1643, som er opført i en overgangsstil mellem renæssance og barok. Den trefløjede altertavle er udført af Bonden Johan fra Stedeſand og viser scener fra Jesu liv med den sidste nadver i centrum og f.eks. Jesus i Getsemane, Jesu tornekroning, vejen til korset og korsfæstelsen i de øvrige felter. I den katolske tid havde kirken fem altre. Prædikestolen fra omkring 1630 er udført i senrenæssance-stil. Reliefferne på stolen viser Jesu fødsel, død, korsfæstelse, opstandelse, himmelfart og dommedag. Søjlefigurerne illustrerer de kristne dyder. Døbefonten fra kirkens opførelsestiden er udført i gotlandsk kalksten. Orglet er fra 1735. Instrumentet er placeret på det 1678 opførte pulpitur. I Kirkens nordside er en confitentskuffe for at tilmelde sig nadveren. Ved udgangen findes en fattigbøsse (kirkeblok) til indsamling af almisser.
Kirken var stedet, hvor i juni 1426 repræsentanter fra Amrum, Før, Sild, Viding Herred (Horsbøl Herred), Bøking Herred og fra tre strandske herreder (Pelvorm, Beltring- og Viriks Herred) vedtog den såkaldte Syvherreders-Vedtægt, der kodificerede den hidtil mundtligt overleverede nordfrisiske retstradition.
Menigheden hører under den lutherske nordtyske kirke.
- Kirkerummet
- Altertavlen
- Prædikestolen
- Orglet